# Бєляєв Леонід Андрійович
Бєляєв Леонід Андрійович (рос. Беляев Леонид Андреевич, нар. 17 березня 1948, Москва) — російський археолог та історик. Доктор історичних наук. Лауреат Макаріївської премії.
Керівник сектору в Інституті археології РАН. Факівець з міської археології, давньоруської культури, історії архітектури та будівництва, іконографії.
Володіє великим досвідом польових досліджень храмів та монастирів середньовічної Росії (особливо Москви), східнохристиянських пам'яток (Крим, Приорілля), античних та середньовічних об'єктів Середньої Азії та Поволжя.

## Монографії
- (рос.)Христианские древности. — СПб., 2001.
- (рос.)Русское средневековое надгробие. — М.,1996.
- (рос.)Казанский собор на Красной площади. — М., 1993 (совм. с Г. А. Павловичем)
- (рос.)Баталов А. Л., Беляев Л. А. Сакральное пространство средневековой Москвы. — М.: Теория, Дизайн. Информация. Картография, 2010. — 400 с. — ISBN 978-5-4284-0001-4.